# Pacific Tri-Nations 1992
Das Pacific Tri-Nations 1992 war die zehnte Ausgabe des Rugby-Union-Turniers Pacific Tri-Nations. Dabei spielten die Nationalmannschaften von Fidschi, Westsamoa und Tonga um den Titel des Ozeanien-Meisters. Nach drei Spielen, in denen die drei Teilnehmer jeweils einmal gegen die beiden anderen Teams antraten, sicherte sich Westsamoa zum vierten Mal den Titel.

## Tabelle
|    | Land      | Spiele | Siege | Unent. | Ndlg. | Spiel- punkte | Diff. | Tabellen- punkte |
| -- | --------- | ------ | ----- | ------ | ----- | ------------- | ----- | ---------------- |
| 1. | Westsamoa | 2      | 2     | 0      | 0     | 42:33         | + 9   | 4                |
| 2. | Tonga     | 2      | 1     | 0      | 1     | 30:31         | − 1   | 2                |
| 3. | Fidschi   | 2      | 0     | 0      | 2     | 25:33         | − 8   | 0                |

## Ergebnisse
| 13. Juli 1992 | Westsamoa | 22 : 17 | Tonga | Apia Park, Apia Schiedsrichter: Grant Lempiere (Neuseeland) |
| 13. Juli 1992 | Bericht   |         |       | Apia Park, Apia Schiedsrichter: Grant Lempiere (Neuseeland) |

| 20. Juli 1992 | Fidschi                                                          | 16 : 20         | Westsamoa                                                                | National Stadium, Suva Zuschauer: 12.000 Schiedsrichter: Peni Kaihau (Samoa) |
| 20. Juli 1992 | Versuche: Rabaka Seru Erhöhungen: Serevi Straftritte: Serevi (2) | (12:11) Bericht | Versuche: Kaleopa Saena Vaega Erhöhungen: Aiolupo Straftritte: Saena (2) | National Stadium, Suva Zuschauer: 12.000 Schiedsrichter: Peni Kaihau (Samoa) |

| 25. Juli 1992 | Tonga                                             | 13 : 9        | Fidschi                           | Teufaiva Sport Stadium, Nukuʻalofa Schiedsrichter: Fili Vito (Samoa) |
| 25. Juli 1992 | Versuche: Faletau Straftritte: Nisa Schaumkel Vea | (7:3) Bericht | Straftritte: Dau Tikodraubuta (2) | Teufaiva Sport Stadium, Nukuʻalofa Schiedsrichter: Fili Vito (Samoa) |